# Philaenus xanthaspis
Philaenus xanthaspis är en insektsart som beskrevs av Berg 1884. Philaenus xanthaspis ingår i släktet Philaenus och familjen spottstritar. Inga underarter finns listade i Catalogue of Life.